# Estación Segurola
Segurola es una estación ferroviaria ubicada en el paraje del mismo nombre, en el partido de Maipú, Provincia de Buenos Aires, Argentina.

## Servicios
No presta servicios de pasajeros desde el 23 de agosto de 2015 por la crecida del Río Salado. Los últimos servicios fueron desde Constitución a Pinamar.
Actualmente el ramal volvió a funcionar desde la estación General Guido hasta la estación Divisadero de Pinamar después de 5 años sin servicio de trenes por esas vías, pero no presenta parada en dicha estación por el momento.
Actualmente el servicio es operado por la empresa estatal Trenes Argentinos Operaciones con formación CAF 593.

## Ubicación
Se encuentra ubicada a 276 kilómetros de la estación Constitución.

## Imágenes

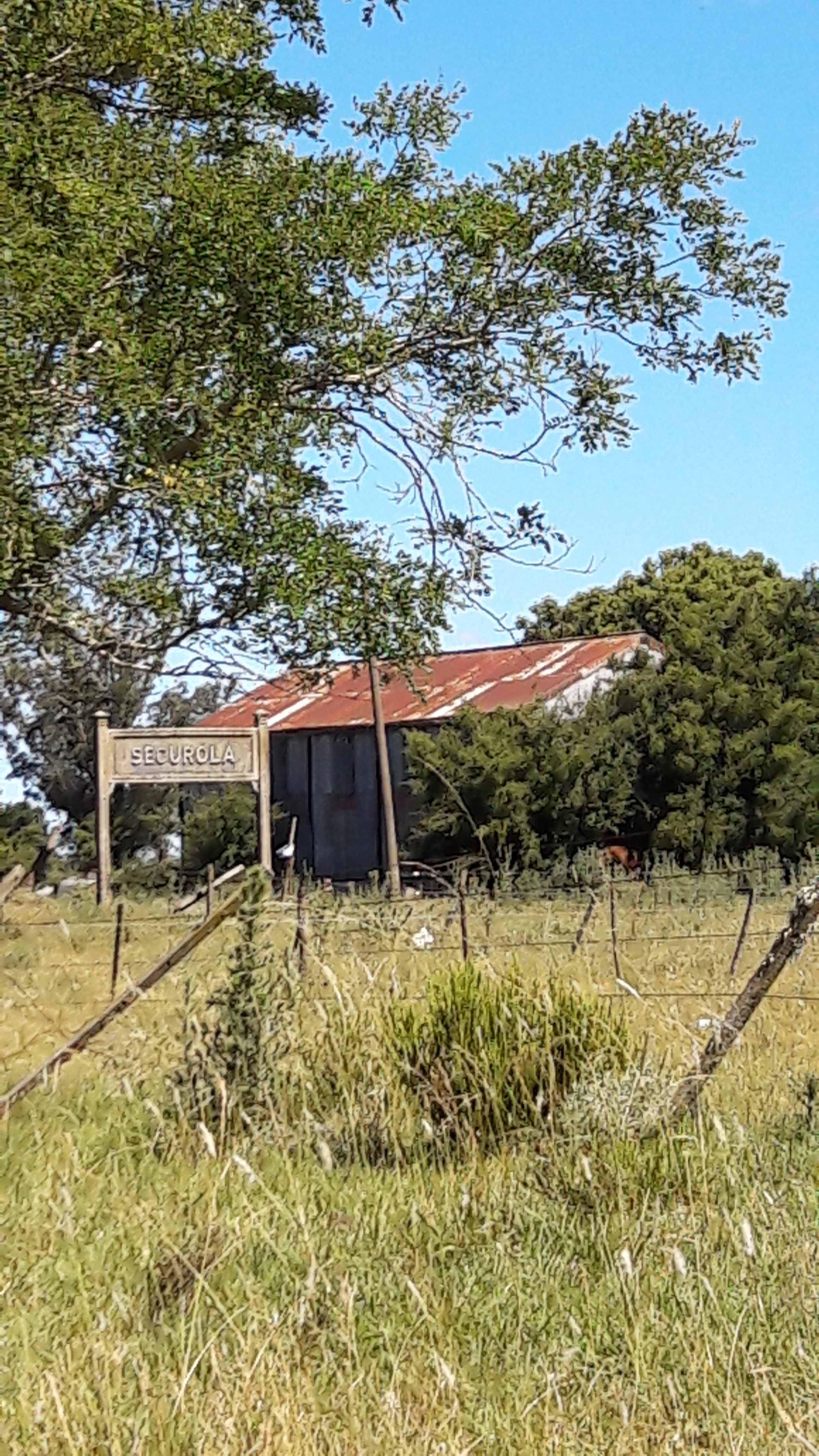
Cartel Nomenclador de la Estación